# 双孔涡蛛
双孔涡蛛（学名：Octonoba biforata）为蟱蛛科涡蛛属的动物。在中国大陆，分布于四川、福建、湖南、等地。该物种的模式产地在四川、福建、湖南。